# Getrokken werk

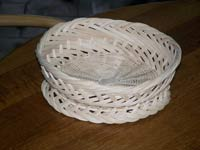

Getrokken werk verschilt met gewoon vlechtwerk omdat men geen inslag hoeft te vlechten. De staken worden in groepen verdeeld en hiermee wordt een sierlijke inslag gevlochten. Zo wordt over de hele inslag een ruitvormige opengewerkte inslag verkregen die over de hele hoogte van de mand is gevlochten. 
Dit is gelijk het voordeel van getrokken werk, je hoeft geen inslag te vlechten.
Ook een voetje wordt met dezelfde staken gevlochten, meestal voor twee, achter een.
Het is bovendien vrij moeilijk om dit met wilgen te vlechten omdat iedere wilg precies dezelfde lengte en dikte moet hebben. Dit wordt dan ook veel meer met pitriet gevlochten omdat dit van rotan wordt gemaakt en dus altijd dezelfde dikte heeft. Dit is met de afbeelding hierlangs ook gedaan. 
Daarom wordt deze techniek niet veel gebruikt door een mandenvlechter, die voornamelijk wilg gebruikt.